# 6 자유도

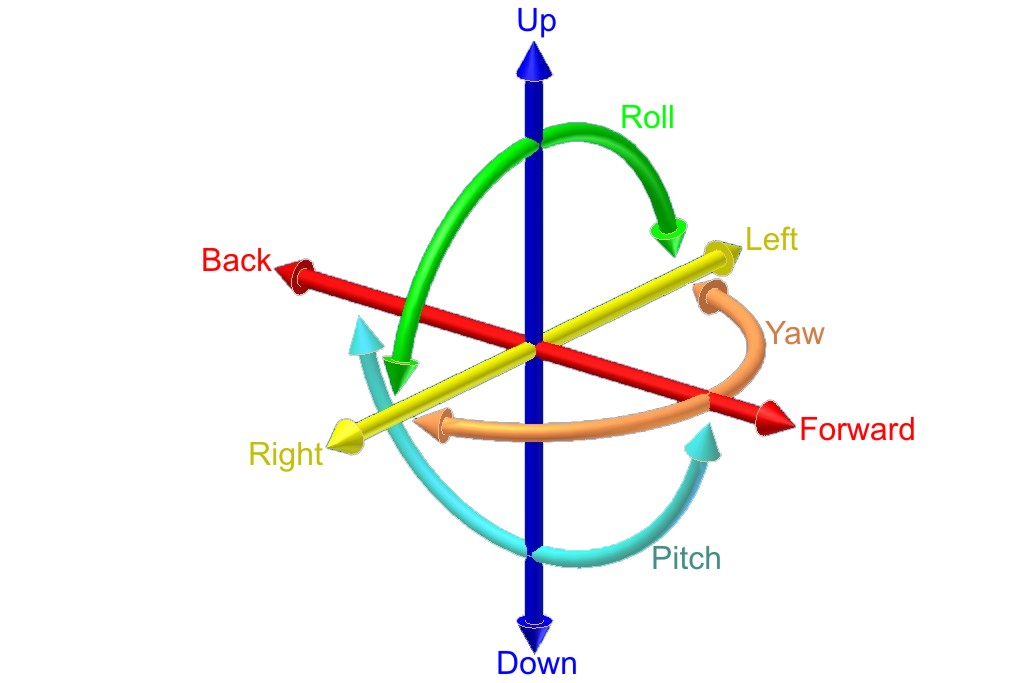

6 자유도(六自由度, Six degrees of freedom, 6DOF)는 항공기의 여섯 개의 운동방향을 말한다.
흔히 로봇공학에서의 6자유도 중 3자유도는 Position(위치)이며 나머지 3자유도는 Orientation(자세)이라 한다.항공기는 무게중심을 중심으로 하는 세 개의 축을 중심으로 운동하게 된다. 비행중 항공기의 자세가 변하는 것은 3개 축을 중심으로 회전하고 있는 것이다. 3개의 축은 중심(重心) 위치에서 다른 축과 상호 직각으로 교차하고 있다.  따라서 항공기의 세 개의 축을 중심으로 좌우상하 운동을 하는데 가로축과 수직축은 각각 우측방향과 상방향 운동을 양성(positive) 운동이라하고, 그 반대를 음성(negative)운동으로 할 때 항공기에는 여섯 개의 운동방향이 형성된다.

## 같이 보기
- 자유도 (역학)
- 오일러 각